# Batalha de Château-Thierry (1814)
A Batalha de Château-Thierry aconteceu em 12 de fevereiro de 1814 no contexto das Guerras Napoleônicas. Nela, o exército imperial francês, comandado pelo imperador Napoleão, tentar destruir um Corpo de exército prussiano liderado por Ludwig Yorck von Wartenburg e um corpo imperial russo comandado por Fabian Wilhelm von Osten-Sacken. Os dois corpos aliados conseguiram escapar através do rio Marne, mas sofreram perdas consideravelmente maiores que os perseguidores franceses. Esta ação ocorreu durante a Campanha dos Seis Dias, uma série de vitórias que Napoleão obteve sobre o Exército da Silésia do marechal de campo prussiano Gebhard Leberecht von Blücher. Château-Thierry fica a cerca de 75 quilômetros (47 milhas) a nordeste de Paris.
Após derrotar Napoleão na Batalha de La Rothière, o exército de Blücher se separou do principal exército aliado do marechal de campo austríaco Karl Philipp, príncipe de Schwarzenberg. As tropas de Blücher marcharam para noroeste e seguiram o vale do Marne em um avanço em direção a Paris enquanto o exército de Schwarzenberg se movia para oeste através de Troyes. Deixando parte de seu exército em grande desvantagem numérica para assistir ao lento avanço de Schwarzenberg, Napoleão se moveu para o norte contra Blücher. Pegando o exército da Silésia muito esgotado, Napoleão demoliu o corpo russo de Zakhar Dmitrievich Olsufiev na Batalha de Champaubert em 10 de fevereiro. Virando para o oeste, o imperador francês derrotou Osten-Sacken e Yorck na árdua Batalha de Montmirail no dia seguinte. Enquanto os Aliados avançavam para o norte em direção à ponte de Château-Thierry sobre o Marne, Napoleão lançou seu exército em perseguição, mas não conseguiu aniquilar Yorck e Osten-Sacken. O imperador francês logo descobriu que Blücher estava avançando para atacá-lo com mais dois corpos e a Batalha de Vauchamps foi travada em 14 de fevereiro.

## Leitura complementar
- Ashby, Ralph (2010). Napoleon against Great Odds: The Emperor and the Defenders of France, 1814 (em inglês). [S.l.]: Santa Barbara, Calif. : Praeger. ISBN 978-0-313-38190-4. OCLC 795454355